# 금곡천 (울산)
금곡천(金谷川)은 울산광역시 울주군 삼동면 금곡리에서 발원하여 둔기천의 지류인 보은천으로 흘러드는 강이다.